# IPod touch (6.ª geração)
A sexta geração do iPod Touch (estilizado como iPod touch, chamado também de iPod Touch 6G, iPod Touch 6, iPod Touch (2015)) é um dispositivo da série iPod desenvolvido e produzido pela Apple Inc.  É sucessor do iPod Touch de quinta geração, sendo a maior atualização da linha iPod em três anos. Foi lançado na loja online da Apple em 15 de julho de 2015, juntamente com as novas versões do iPod Nano e iPod Shuffle. Foi lançada a versão na cor vermelha para a campanha da Aids de 2015, a cor iria ser descontinuada mas não foi e chegou ao Brasil.
O sucessor do iPod Touch de 6ª geração é o iPod Touch de 7ª geração lançado em 28 de Maio de 2019

## Hardware
O iPod Touch 6 possui os processores Apple A8 e Apple M8 (co-processador) com arquitetura de 64 bits, similar as configurações presentes no iPhone 6 e iPhone 6 Plus, porém com o processamento reduzido a 1,1 GHz (iPhone 6 e 6 plus funcionam a 1,4GHz). É equipado com 1 GB de LPDDR3 RAM, duas vezes maior que a geração anterior. O dispositivo inclui câmera iSight traseira de 8 MP podendo capturar vídeos a 30 fps ou 120 fps em slow motion a 720p. A câmera frontal captura fotos a 1,2 MP, gravando vídeos em até 720p. É o primeiro iPod Touch disponível com 128 GB de armazenamento, quantidade que não é fabricada desde o iPod Classic que oferecia 160 GB, já descontinuado.

## Software
A sexta geração do iPod Touch foi originalmente lançado com o iOS 8.4, que foi lançado em 30 de junho de 2015 junto com o Apple Music. Ele pode reproduzir músicas, filmes, programas de televisão, audiolivros e podcasts e pode classificar sua biblioteca de mídia por músicas, artistas, álbuns, vídeos, listas de reprodução, gêneros, compositores, podcasts, audiolivros e compilações. A rolagem é conseguida passando um dedo pela tela. Como alternativa, os controles do fone de ouvido podem ser usados para pausar, reproduzir, pular e repetir faixas. No entanto, os EarPods que acompanham o iPod touch de sexta geração não incluem controle remoto ou microfone. O iPod touch de sexta geração é compatível com iOS 9, iOS 10, iOS 11 e iOS 12 e não é compatível com iOS 13 ou superior. O iOS 12.5.7 é sua ultima versão disponível do sistema atualmente lançada em 23 de Janeiro de 2023.

## Design
O Design do iPod Touch 6 é praticamente idêntico a sua geração anterior, com exceção do botão Loop do iPod touch, que foi removido e algumas mudanças em suas cores.
O iPod Touch 6 possui 5 cores: Cinza Espacial (única versão com a frente preta), Prata, Dourado, Azul, Rosa e Vermelho (Product Red).